# 安正文
安正文（？—？），明朝中期宫廷画家。官至仁智殿锦衣卫千户，善于绘画山水与人物，风格接近宋朝。他所作的绘画构思严谨，并十分考查比率的精确。

## 作品
现传世作品有《黄鹤楼图》轴和《岳阳楼图》轴，绢本，均藏上海博物馆。